# Jean-Pierre Moréno
Pour les articles homonymes, voir Moreno.
Jean-Pierre Moréno, né le 12 avril 1961 à Oujda au Maroc, est un arbitre international français de handball. 
Il arbitre avec son binôme François Garcia à partir de 1982, accédant au stade d'arbitres internationaux en 1991. Ils s’imposent aussi comme l’une des toutes meilleures paires d’arbitres françaises et sont ainsi amenés à diriger des matchs importants, tels la finale aller de la Coupe de France 1991, le match décisif donnant le titre de champion de France 1995 au Montpellier Handball au détriment de l’OM Vitrolles ou la finale aller de la Ligue des champions en 1996.
Le duo participe également à trois Championnats du monde (1995, 1997 et 1999), deux Championnats d'Europe (1998 et 2000) et deux éditions des Jeux olympiques (Atlanta 1996 et Sydney 2000), avec en point d’orgue la finale du tournoi féminin des JO de Sydney
Après l’arrêt de François Garcia au début des années 2000, Jean-Pierre Moreno officie de nombreuses saisons avec Michel Serrano, arbitrant notamment la finale de la Coupe de France masculine 2013-2014, puis avec Jean-François Bourgeois.